# Château du Mont d'Or
Le château du Mont d’Or  est situé sur la commune de Saint-Didier-au-Mont-d'Or, dans le département du Rhône, en France. Il domine le hameau de la Fucharnière à une altitude de 320 mètres environ.

## Description
Cette bâtisse, couramment qualifiée de château, est en réalité une maison de campagne édifiée au XVIIe siècle; l’un de ses premiers propriétaires obtint de couronner de créneaux les murs de clôture, d’où peut-être cette dénomination.
La construction, souvent comparée à une villa romaine, comprend trois corps de logis formant un U ; elle s’élève sur trois niveaux et est coiffée par un belvédère de trois travées sur une, en retrait sur trois côtés par rapport au reste du bâtiment. La toiture de faible inclinaison est en tuiles. Au centre de la façade principale de sept travées, orientée au sud, un balcon est soutenu par deux imposantes consoles reposant sur des piliers.

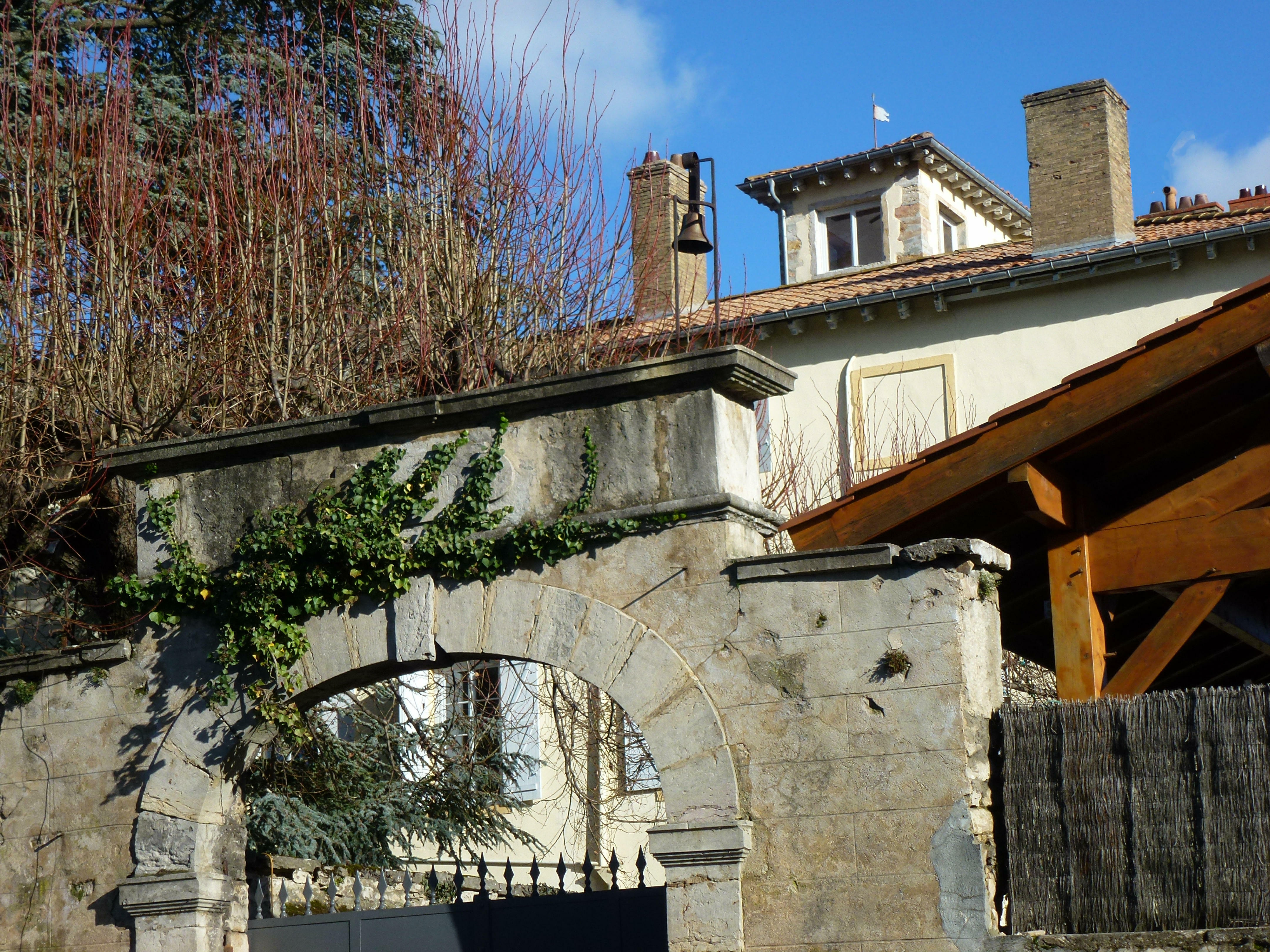
portail avenue Pasteur
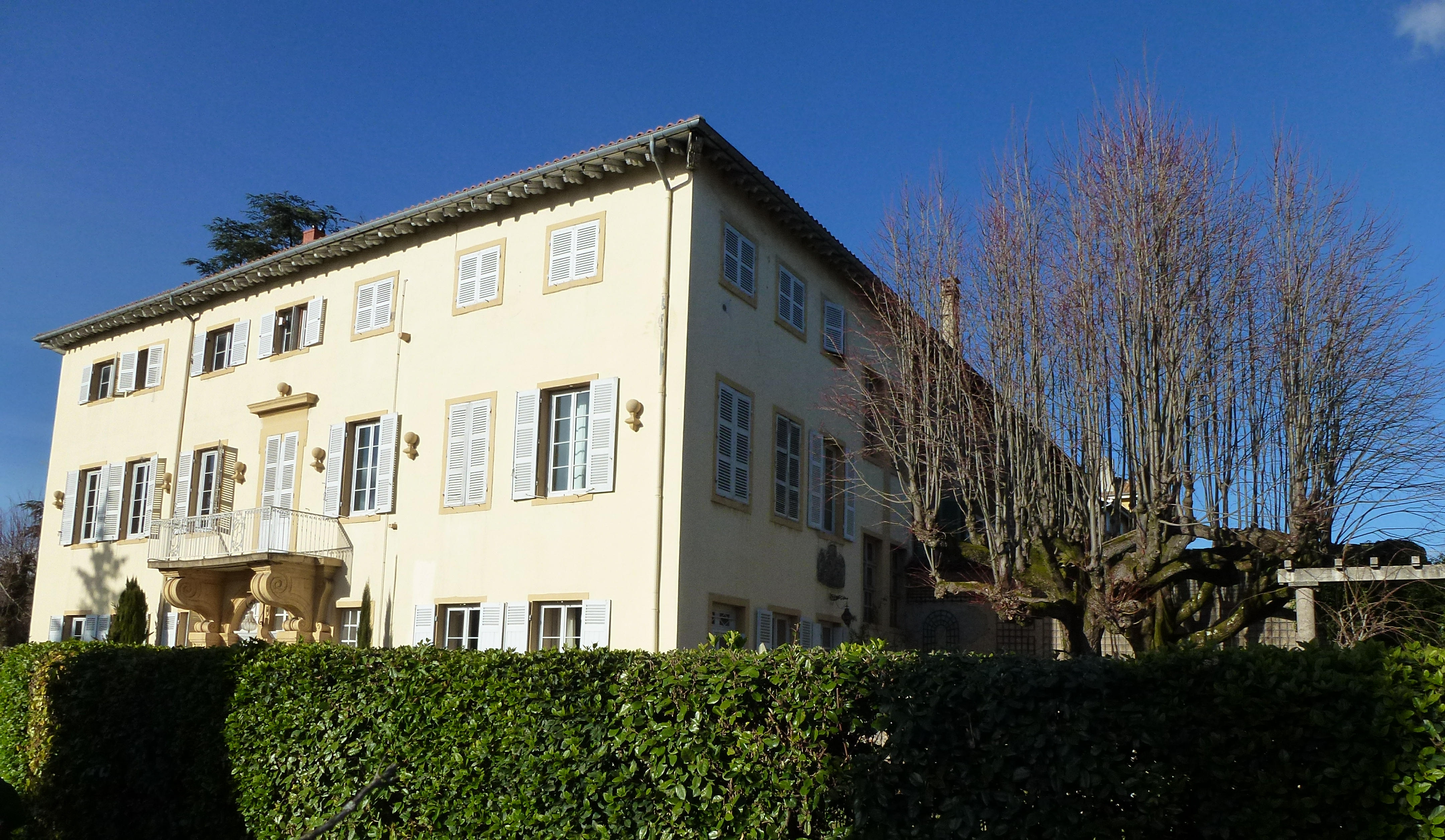
angle sud est
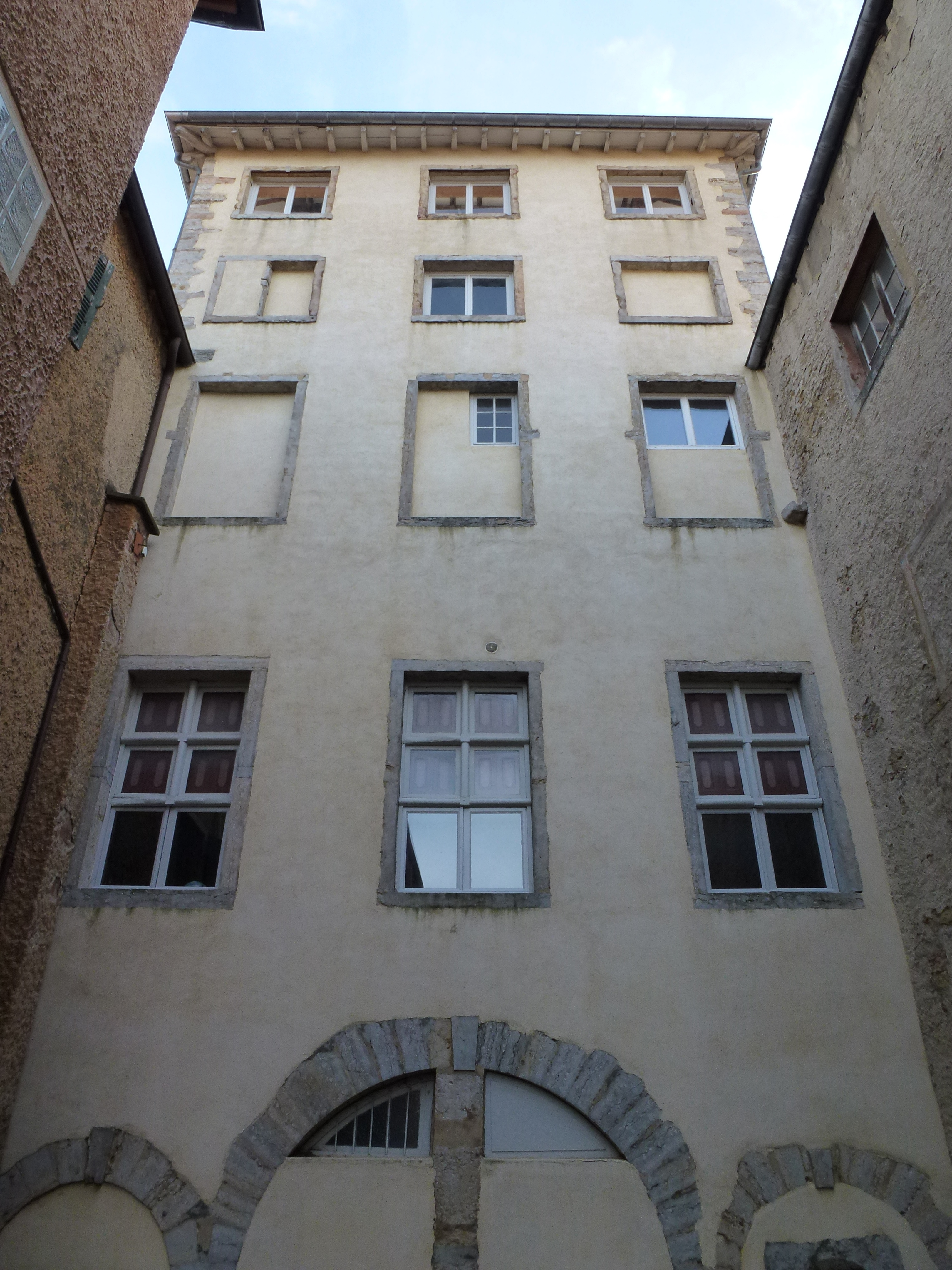
façade nord
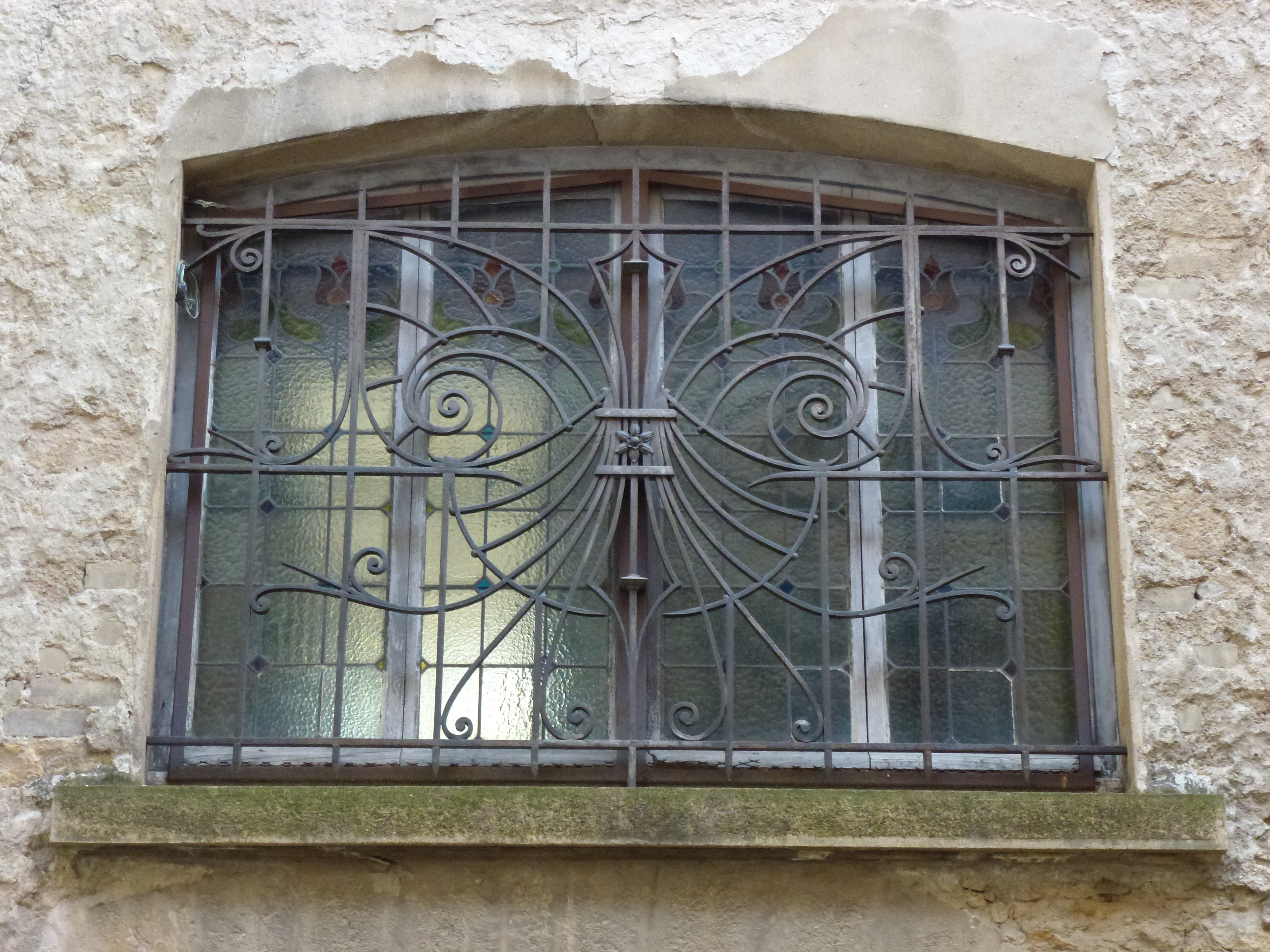
grille en fer forgé et vitrail

## Historique

rappel du cor de Roland dans le blason de Saint-Didier

On indique ci-dessous quelques familles auxquelles la maison a appartenu.
XVIIe siècle
En 1668, le sieur Grabert fait réaliser un système hydraulique pour alimenter ses jardins.
XVIIIe siècle
La famille Krown est propriétaire des lieux.
Les Riverieux de Chambost acquièrent ensuite le domaine.
XIXe siècle
De nombreuses familles se succèdent.
XXe siècle
Citons Paul Auloge-Duvivier (1869 – 1956), consul de Colombie.
Époque récente
La maison est aujourd’hui une copropriété.

## Légende
La famille des Monts d’Or, apparentée à Roland, aurait conservé le cor (ou olifant) du chevalier au château du Mont d’Or. Cette légende est rappelée dans les armoiries de Saint-Didier-au-Mont-d'Or, qui contiennent un huchet.

## Armoiries
- Riverieux de Chambost: D’azur à une rivière d’argent, sommée d’un croissant de même.